# Four Wives
Four Wives è un film statunitense del 1939 diretto da Michael Curtiz.
È un sequel del film Quattro figlie (Four Daughters) del 1938 diretto dallo stesso Michael Curtiz ed è stato a sua volta seguito dal film Four Mothers (1941), diretto da William Keighley.

## Trama
Ann Lemp Borden è rimasta da poco tempo vedova, dopo che il marito Mickey Borden, un incompreso e sfortunato genio musicale, è tragicamente deceduto in un incidente d'auto. Ella ora vive nuovamente nella casa dei suoi insieme al padre, zia Etta e la sorella minore Kay. Le altre sue due sorelle, Emma e Thea, sono sposate. 
Kay è fidanzata con il giovane dottore Clint Forrest Jr., ed Emma e Thea desiderano avere dei figli. Ann, impegnata con il compositore di musica Felix Dietz, scopre di essere incinta del figlio di suo marito defunto. Incapace di scordare Mickey, ella non è certa di far bene a sposare Felix. Un flashback mostra Mickey che suona un'interminabile  composizione musicale "che ha solo una parte centrale, senza un inizio nè una fine" e Ann ne ripete spesso mentalmente o al pianoforte la musica. Ann è angosciata dalla sortev riservata a Mickey. Felix infine convince Ann a sposarlo ed essi se ne vanno, ma Ann è sempre immersa nella tragedia passata. Felix termina la composizione di Mickey e la porta a livello nazionale alla radio, facendo un discorso commemorativo del genio di Mickey e della sua morte prematura. 
Convinta ora che Mickey Borden non è morto inutilmente, Ann torna alla realtà, riscopre il suo amore per Felix e, insieme alla sua famiglia, prosegue in una normale e felice vita completa con suo figlio, le sue e i suoi nipoti.